# 我們都應該是女性主義者
《我們都應該是女性主義者》（英語：We Should All Be Feminists）是奈及利亞作家奇玛曼达·恩戈兹·阿迪契撰写的散文。该书于2014年由哈珀柯林斯出版，內容探讨21世纪女性主義之定义。 
本書改编自阿迪奇2012 年在伦敦TED大会上发表的同名演說， 该演說在YouTube观看次数已超过六百万次。

## 内容
本書中，阿迪契透過個人經歷與分析，闡述女性主義的真正意涵。她主張女性主義者不該被視為侮辱性的稱呼，而是一種所有人都應該擁抱的身分。雖然女性主義致力於在生活各層面實現兩性平權與公正，但最強烈反對女性解放的人卻認為女性主義是一場要顛覆性別角色、讓男性處於劣勢的社會運動。
阿迪契提出，我們必須挑戰那些根深蒂固、助長性別不平等的信念與刻板印象。她強調文化轉變的必要性，以實現性別平等，並指出人人都能為這一改變做出貢獻。簡言之，我們應該成為女性主義者，不只是為了支持女性解放，更是為了促進男性與女性之間在性別、外貌、角色與成功等議題上的對話。成為女性主義者意味著爭取女性權益，致力於讓這個世界對女性更加友善。
女性主義並不完全否定男女在生理上的差異，它關注的是如何透過提供平等機會來減少性別歧視。女性主義將人視為完整的個體，致力於打破那些壓制人們超越社會期待的社會不公。因此，成為女性主義者能夠正常化女性的成功，也讓男性能夠在沒有限制的情況下追求卓越。
投入實踐現代女性主義，有助於更繁榮、更具包容性的未來。女性賦權並不會剝奪男性的機會，教育社會平等尊重女性，才能打造一個有利於所有人成功的環境。因此，鼓勵人們成為女性主義者，能讓他們跳脫文化與社會對性別角色與性傾向的狹隘框架，讓每個人得以自由成為自己想成為的人。本書亦對當代陽剛氣質的建構提出批判，指出若要實現真正的平等，整個社會必須共同改變。

## 改编
阿迪契演讲的片段被收录在碧昂絲2013年的歌曲《完美无缺》中，並在曲目中被列為特別參與者。
對於自己的演說被納入此曲，阿迪契大多保持沉默。不過，她曾於2016年接受《人民报》採訪時表示，儘管碧昂絲的歌曲讓許多原本從未聽過「女性主義」一詞的人接觸到了這個概念，她仍指出：「她那種女性主義並不是我的類型，因為它同時給了男性很大的空間。我覺得男人很好，但我不認為女人該把一切都圍繞著男人：他傷害了我嗎？我該原諒他嗎？他有沒有替我戴上戒指？我們女性太習慣凡事都要和男人掛勾了。你把一群女性聚在一起，話題遲早會變成關於男人；但如果是一群男人，他們根本不會談論女人，而是聊他們自己的事。我認為我們女性最多花20%的時間談男人，因為這樣很有趣，但剩下的時間我們也應該關心自己的事。」

## 評價
本書獲得壓倒性正面評價。根據Book Marks匯總，五則書評中有四則為「讚譽如潮」（Rave），一則為「正面」（Positive）。 
英國《每日电讯报》的Rupert Hawksley稱其為「你今年最重要的一本書」。《獨立報》將其選為年度推薦書籍，表示：「這會是我最想交到每一位男孩女孩手上的一本書，鼓勵他們邁向一個『男女都更快樂、也更忠於自己』的未來世界。」

## 文化與社會影響
2015年12月，瑞典婦女遊說聯盟與出版商Albert Bonniers Förlag宣布將這本書發送給瑞典所有16歲的高中生，希望作為推動性別平等與女性主義的起點。該行動獲得瑞典多個團體背書，主辦單位亦提供教師教學指南，協助將本書納入教學中。
2016年9月，Dior史上首位女性創意總監瑪麗亞·格拉齊亞·奇烏里，在其品牌首秀中推出一件印有「We Should All Be Feminists」的T恤。
2019年，瑪格麗特·巴斯比主編的女性作家選集《新非洲女兒》中收錄了這篇文章的節錄版本。

## 外部連結
- 阿迪契，Chimamanda Ngozi Adichie: 'I decided to call myself a Happy Feminist ，《卫报》 ，2014年10月17 日。
- Alex Frank，Chimamanda Ngozi Adichie on Her 'Flawless' Speech, Out Today as an eBook ， 《Vogue》，2014年7月29日。